# Aquarius (beguda)
Aquarius és un refresc pertanyent a The Coca-Cola Company. Va ser creada al Japó el 1978 i es va comercialitzar per primera vegada el 1984 com una resposta a la beguda esportiva anomenada Pocari Sweat. Va ser introduït a Espanya i Portugal el 1990, i es va convertir en la beguda oficial dels Jocs Olímpics de 1992 a Barcelona.

## Composició i informació nutricional
|                 | Porció (200ml.)  | %VD * |
| --------------- | ---------------- | ----- |
| Valor energètic | 65 kcal = 268 kj | 3     |
| Carbohidrats    | 15g              | 5     |
| Sodi            | 55mg             | 2     |

- % Valors diaris sobre la base d'una dieta de 2000 kcal o 8400 kj. Sabor taronja.[2]

## Origen i comunicació de la marca
Aquarius va aparèixer en 1992 com una beguda per a esportistes coincidint amb les Olimpíades de Barcelona 92. L'any 1996 es va introduir Aquarius Taronja i l'any 2010 l'Aquarius Lliure. El 19 de maig de 2006 es va llançar en primícia per a Espanya un nou sabor de cua anomenat Versió 3 amb una forta campanya de màrqueting darrere, però atès que no va obtenir l'èxit esperat es va suspendre la producció dos anys després i no va sortir del mercat espanyol. Se suposava que Versió 3 era un nom temporal i els consumidors havien de triar un definitiu.
Des de la seva introducció al mercat, Aquarius ha desenvolupat diverses campanyes publicitàries, com ara “Efecto”, “Arcoíris”, “Subtítulos”, llançada a l'abril de 2011, la qual va ser desenvolupada per l'agència Madre. La mateixa va ser produïda en els estudis de Cinecittá i va estar integrada per quatre comercials, espots de radi, campanya digital i àmplia presència en via pública.
La campanya es va inspirar en els romans, donat l'origen de la paraula Aquarius, i perquè la civilització romana va mantenir des dels seus orígens una relació particular amb l'aigua i la naturalesa, sent els primers a construir ponts, aqüeductes i termes sense descurar l'harmonia amb l'entorn. Aquarius by Cepita del Valle (Argentina), Aquarius by Andina (Chile) i Aquarius by Frugos (Perú) busca representar la unió perfecta entre l'aigua i el suc natural de fruites, presentant-se com una beguda fresca i lleugera.

## Publicitat
Inicialment la comunicació de Aquarius transmetia la capacitat de recuperació que tenia en esportistes justificant-se en el seu contingut en sals minerals. Gradualment, a causa de la seva facilitat per a ser beguda, i al fet que de manera espontània va començar a ser recomanada com a mesura d'hidratació especialment en casos de falta d'hidratació per processos fisiològics, van portar el seu consum més enllà de l'esport. Tot això va fer que la marca girés cap a una comunicació més generalista, passant de referir-se a l'esport a referir-se a la “vida activa”.
En 2003 es va llançar la campanya L'Era Aquarius confirmant el seu posicionament més generalista, coneixent les necessitats dels consumidors, el que va obtenir un expansió espontània en el consum d'Aquarius en més ocasions que les relacionades amb l'esport.
Malgrat aquesta expansió, mai es va apartar la relació de salut amb Aquarius, emfatitzant sempre la seva funcionalitat pel seu contingut en sals minerals i enfocant la hidratació com el seu principal benefici.
Posteriorment al llançament d'Aquarius, l'any 2001, es van establir les primeres condicions per a les begudes per a esportistes, començant-se a denominar:
Begudes adaptades a un intens desgast muscular, sobretot per a esportistes. Amb sals minerals.
Els requisits d'aquestes begudes, sobretot respecte al sodi van canviar, passant a ser de 46 mg/100 ml fins a 115 mg/100 ml, la qual cosa va fer que Aquarius quedés més com una beguda per a activitat física lleugera o com una beguda refrescant que ajuda a una hidratació per la seva composició.

## Versions

### Espanya
- Aquarius
- Aquarius Naranja
- Aquarius Lima-limón
- Aquarius Tropical
- Aquarius Zero
- Aquarius Zero Naranja
- Aquarius Raygo Granada y Mango / Maca & Ginseng
- Aquarius Raygo Manzana y Lichi / Jengibre & Ginseng
- Aquarius Raygo Piña y Menta / Tupinambo & Ginseng

### Llatinoamèrica
- Aquarius Manzana
- Aquarius Naranja
- Aquarius Pera
- Aquarius Limonada
- Aquarius Pomelo
- Aquarius Pomelo rosado
- Aquarius Uva
- Aquarius Multifruta
- Aquarius Durazno
- Aquarius Limonada con Jengibre (Xile)

## Ingredients
- Aquarius: ingredients principals: aigua, sucre, correctors d'acidesa: àcid cítric, citrat sòdic, aromes, sals minerals: clorur sòdic, fosfat potàssic i fosfat càlcic, antioxidant, àcid ascòrbic, estabilitzants: E 411 i E 445.
- Aquarius Naranja: ingredients: aigua, sucre, correctors d'acidesa: àcid cítric i citrat sòdic, sals minerals: clorur sòdic, fosfat potàssic i fosfat càlcic, antioxidant àcid ascòrbic, estabilizantes: E 414 i E 445 aromes i colorant mescla carotens.
- Aquarius Libre: ingredients: aigua, correctors d'acidesa: àcid cítric, citrat sòdic, potenciadors de sabor: clorur sòdic, fosfat potàssic i fosfat càlcic, aromes, edulcorants: E 950, E 955 antioxidant, àcid ascòrbic i estabilitzants: E 414 i E 445.
- Aquarius Libre Naranja: Ingredients: aigua, correctors d'acidesa: àcid cítric i citrat sòdic, potenciadors del sabor: clorur sòdic, fosfat potàssic i fosfat càlcic, colorant mescla de carotens, edulcorants: E 950, E 955 i aspartam, estabilitzants: E 414 i E 445, antioxidant àcid ascòrbic i aromes.

Conté una font de fenilalanina.

## Relació amb la fertilitat
Existeix una creença molt estesa en la societat que associa la beguda freqüent d'Aquarius a les dones amb un increment de la fertilitat i, amb això, de la probabilitat d'embaràs. És per això que moltes dones acudeixen a aquesta mesura quan busquen quedar embarassades, sense contrastar la veracitat d'aquesta informació. Algunes de les propietats que s'adjudiquen al Aquarius i que tracten de justificar aquesta associació són que hidrata l'endometri i afavoreix la implantació de l'embrió, que ajuda a eliminar l'excés d'hormones o que aporta a l'embrió les sals minerals que requereix durant les primeres fases del seu desenvolupament. No obstant això, no existeix cap evidència científica que demostri que el consum de Aquarius augmenta la taxa d'embaràs, per la qual cosa es considera que aquesta informació manca de veracitat.